# George Nuttall
George Henry Falkiner Nuttall,  född den 5 juli 1862 i San Francisco, död den 16 december 1937, var en engelsk biolog.
Nuttall blev, sedan han bedrivit biologiska studier vid skilda lärosäten i Europa och Nordamerika, professor i biologi vid universitetet i Cambridge. Han författade ett mycket stort antal arbeten, behandlande bakteriologi, entomologi, fysiologi och hygien, i engelska, amerikanska och tyska tidskrifter.